# Alessandro Gottardo
Alessandro Gottardo (Vicenza, 30 luglio 1964) è un fumettista italiano.
Ha cominciato la sua carriera nel 1986, seguendo lo stile di Giorgio Cavazzano; ha disegnato principalmente storie Disney, realizzandone più di 200. Insegna Fumetto presso la Scuola Internazionale di Comics.
Altri suoi lavori, sebbene in numero limitato, sono nell'ambito del fumetto cosiddetto "underground" e in quello supereroistico.